# Sputnik (exposició)
Sputnik és un projecte fotogràfic de l'artista, docent, assagista, crític i promotor d'art especialitzat en fotografia Joan Fontcuberta i Villà. En aquest projecte, l'exposició del qual fou inaugurada l'any 1997, Fontcuberta envia a l'espai a l'inexistent astronauta soviètic Ivan Istochnikov, desaparescut en una missió espacial, i aporta convincents textos de la història del programa espacial i una série de fotografies falsejades que donen credibilitat a la història.
L'objectiu del fotògraf català és posar de manifest la facilitat de reescriure la pròpia història a través d'imatges i documents manipulats amb la pitjor de les intencions. Com a la majoria de les seves obres, fa dubtar de la veracitat de les fotografies i apel·la a la capacitat crítica de l'espectador, fent-lo veure que no tot el que es pot veure en un museu o és exposat en un lloc d'autoritat ha de ser cert.
En paraules del fotògraf: "con Sputnik quería experimentar con la idea que las fotografias no significan por ellas mismas, si no siempre en función de un determinado contexto histórico. Quería demostrar que incluso las fotografías científicas o fotoperiodísticas en el fondo son ambiguas".

## Història
La falsa història que explica el projecte és la de la primera iniciativa de la Fundació Sputnik, de Moscou, un organisme creat amb l'objectiu de restablir la memòria històrica i divulgar el programa espacial soviètic.Fontcuberta hi actua de comissari.

Fotografia d'Ivan Istochnikov

El 26 d'octubre de 1968, la nau Soyuz 2, dins el programa de competició espacial amb els Estats Units Soyuz, va impactar amb un meteorit. Segons les fonts oficials soviètiques, la nau era controlada remotament i només era tripulada per la gossa Kloka.
No obstant, l'any 1993 el periodista Michael Arena descobrí una fotografia manipulada que es va convertir en el punt de partida d'una investigació que acabà destapant la desaparició del cosmonauta Ivan Istochnikov (la màxima aproximació a la traducció de Joan Fontcuberta al rús), el pilot de la nau.
Al llarg dels anys 60, les pressions polítiques perquè el país arribés a la Lluna eren molt fortes, i aquest tipus de missions sempre solien acabar amb víctimes com aquesta, que, per no ser causants d'un escàndol, eren silenciades.
Els russos no podien permetre que el fracàs d'aquesta missió es fes públic, així que van decidir borrar tot rastre de l'existència d'Istochnikov, arribant fins i tot a eliminar-lo de les fotografies oficials.Per assegurar-se de que aquesta informació no sortís a la llum van deportar la seva família a Sibèria i van amenaçar tots els seus amics.

## Exposicions

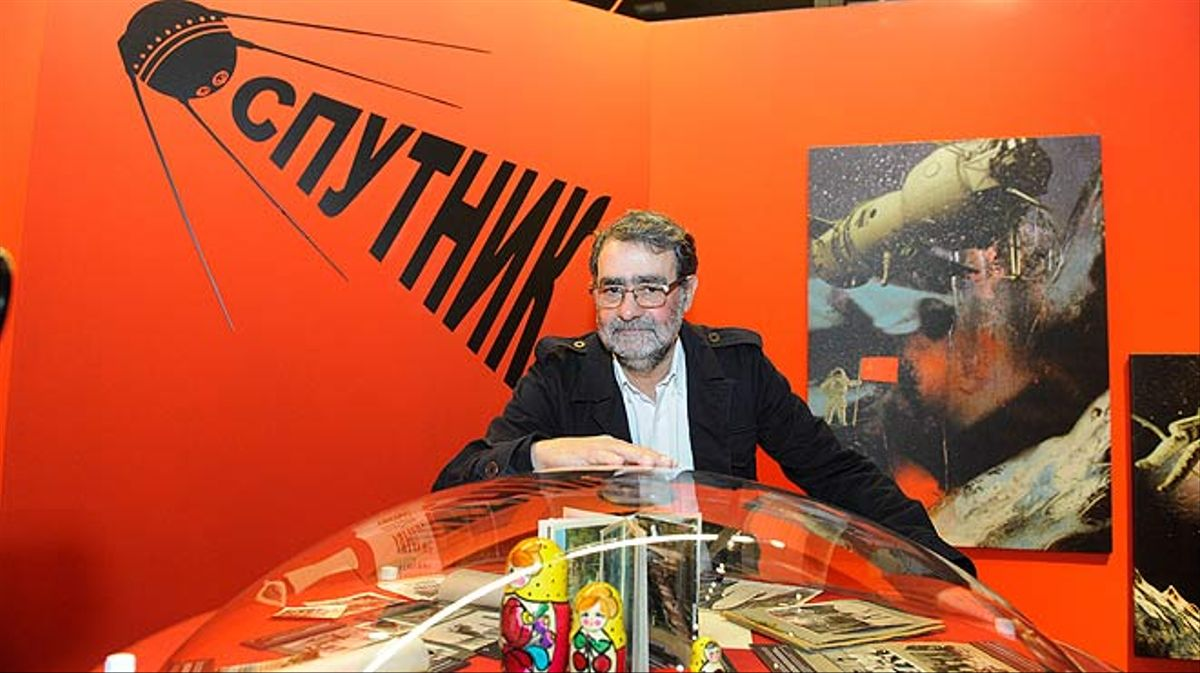
Joan Fontcuberta dins la seva exposició Sputnik

La primera exposició del projecte es va dur a terme el 1997 a la Fundació Telefònica, però aquest va ser rescatat i presentat l'any 2015 pel mateix fotògraf i Elisa Durán, la directora general adjunta de la Fundació Bancària "La Caixa", al CosmoCaixa de Barcelona, on va ser exposat entre febrer i maig del mateix any amb el nom de Sputnik: l'odissea del Soyuz 2
L'exposició constava de tres espais, un primer introductori, un segon de reconstrucció de la vida d'Istochnikov, i un tercer sobre la missió espacial i la seva desaparició.
Estava dotada de fotografies manipulades amb la seva presència (Ivan Istochnikov era, en realitat, el fotògraf)), documents, diaris de l'època, condecoracions i inclús peces de la mateixa nau Soyuz 2, així com un tros de meteorit i una fotografia d'una ampolla de Vodka, dins la qual l'astronauta volgué enviar un missatge que no havia pogut ésser desxifrat.

## L'engany
El muntatge de Joan Fontcuberta va tenir molt d'èxit i de credibilitat entre els espectadors, els mitjans i la premsa. Ja al 1997, Telecinco i el diari El Mundo es van fer eco de la desaparició de l'astronauta i, més tard, al 1999, Luis Escartín va dirigir un curtmetratge pseudo-documental sobre ell.
L'any 2006 aquest fals misteri va aconseguir fins i tot protagonitzar un capítol del famós programa de la cadena Cuatro Cuarto Milenio, presentat per Iker Jiménez i el suposat investigador del cas Gerardo Peláez.